# Charles James Melrose
Pour les articles homonymes, voir Melrose.
Charles James Melrose, dit Jimmy Melrose, est un aviateur australien né le 13 septembre 1913 à Adélaïde et mort le 5 juillet 1936 dans un accident aérien près de Melbourne.

## Biographie
Charles James Melrose naît le 13 septembre 1913 à Burnside, Adélaïde. Intéressé très tôt par l'aviation, il effectue son premier vol le 13 mai 1930 et obtient sa licence de pilote en juillet 1933, à l'âge de 19 ans.
En mars 1934, il fait l'acquisition d'un DH.80A Puss Moth qu'il baptise My Hildegarde, en hommage à sa mère. En août 1934, il bat le record du tour d'Australie en avion, en 5 jours, 10 heures et 57 minutes puis décide de rejoindre l'Angleterre pour participer à la course aérienne Londres-Melbourne. Parti de Darwin, il arrive à Croydon après 8 jours et 9 heures de vol, battant ainsi le précédent record détenu par Jim Mollison. Plus jeune participant à la course, il termine à la 7e place, après avoir relié Mildenhall à Charleville en un peu plus de 10 jours.
En 1935, il obtient sa licence de pilote commercial et en janvier 1936, il se rend en Angleterre pour faire l'acquisition d'un Heston Phoenix (en) qu'il prévoit d'utiliser pour développer sa propre compagnie de taxi aérien. Le 5 juillet 1936, Jimmy Melrose et son passager se tuent lorsque le Phoenix se brise en vol près de Melbourne.